# Euphonia cyanocephala
Euphonia cyanocephala е вид птица от семейство Чинкови (Fringillidae).

## Разпространение
Видът е разпространен в Аржентина, Боливия, Бразилия, Венецуела, Гвиана, Еквадор, Колумбия, Парагвай, Перу, Суринам, Тринидад и Тобаго и Френска Гвиана.